# Spuk im Hochhaus
Spuk im Hochhaus ist eine Kinderserie des Fernsehens der DDR, hergestellt im DEFA-Studio für Spielfilme, aus dem Jahr 1982 (Regie: Günter Meyer). Sie ist ähnlich angelegt wie die ebenfalls von Meyer gedrehte Serie Spuk unterm Riesenrad. Das Drehbuch stammt von C. U. Wiesner.

## Handlung (Kurzfassung)
„Wo die Tannen düster rauschen und dem Wanderer stockt der Schritt

steht ein Wirtshaus, und drin hausen August und Jette Deibelschmidt.

Wenn ein Gast mit blanken Talern ihnen unters Auge tritt

greifen flugs zur Selbstbedienung: August und Jette Deibelschmidt.

Unrecht Gut gedeihet nimmer, hört ihr schon des Schicksals Schritt:

gleich pocht es an eure Türe, August und Jette Deibelschmidt!“
Die Handlung beginnt in einem Wirtshaus vor 200 Jahren, in dem die Wirtsleute Jette und August Deibelschmidt aus Habsucht immer wieder ihre Gäste betrunken machen und sie bestehlen. Der „Polizeikommissarius“ Friedrich Wilhelm Licht kommt den beiden jedoch auf die Schliche, da Gäste, die August Deibelschmidt erschlagen zu haben glaubt, wieder zu sich gekommen sind. Bei dem Versuch der beiden, ihn außer Gefecht zu setzen, wird er von einem herabfallenden Kronleuchter erschlagen. In seinen letzten Worten verflucht der Polizeikommissarius das Diebespaar, in den nächsten 200 Jahren keine Ruhe mehr im Grab zu finden:
„Die bösen Taten zahlt ihr teuer, so fahrt dahin mit Rauch und Feuer!

Eh' nicht 200 Jahre schwinden, sollt keine Ruh' im Grab ihr finden!

Erlösung kann euch nur geraten, vollbringt ihr sieben gute Taten!“
Erst nach dieser Zeit sollen sie Erlösung erfahren, wenn sie sieben gute Taten vollbringen.
Als sie fliehen wollen und über ihr angehäuftes Diebesgut streiten, gerät das Haus in Brand, wobei die beiden vor lauter Gier nach dem Gold im Feuer sterben.
Als Jette und August 200 Jahre später aus ihren Gräbern auferstehen, müssen sie feststellen, dass an der Stelle ihres Wirtshauses „Fuhrmannsschenke“ nun ein Hochhaus steht. Zufälligerweise bemerken sie, dass sie die Fähigkeit haben, durch Wände zu gehen. Sie versuchen, sich in ihrer neuen Umgebung zurechtzufinden und schnellstmöglich die geforderten guten Taten zu vollbringen. So sorgen sie nacheinander dafür, dass ein Familienvater wieder mehr Zeit mit seinen Kindern verbringt, zwei Kinder ihrer alleinerziehenden Mutter im Haushalt helfen, zwei sich ständig streitende Nachbarinnen beste Freundinnen werden, ein neu eingezogenes Mädchen Freunde findet, die im Haus wohnenden Jugendlichen Rücksicht auf die anderen Hausbewohner nehmen und eine recht einsam lebende ältere Dame mit den Mietern Kontakte knüpft. Dabei werden sie durch den Ururururenkel des Polizeikommissarius, der (wie sich am Ende herausstellt) der eigentliche Polizeikommissarius von vor 200 Jahren ist, überwacht und teilweise unterstützt, da August und Jette nicht selten zunächst mit Methoden vorgehen wollen, die sie noch aus „ihrer“ Zeit kennen. Nach jeder vollbrachten guten Tat ertönt ein Gong. Als sie bereits an ihrer letzten guten Tat arbeiten und in einer Schenke dem dortigen Besitzerpaar als Kellner und Köchin zur Hand gehen stellen sie fest, dass es ihnen so recht gut gefällt und sie nicht erlöst werden wollen. Der Kommissarius bemerkt, dass sie in alte Muster zurückfallen und nicht wirklich dazugelernt zu haben scheinen und mahnt, dass sie sich mit ihrer letzten guten Tat beeilen sollen, oder sie werden niemals Ruhe finden; woraufhin die August und Jette den Plan fassen, auch ihn mithilfe eines Kronleuchters umzubringen. Kurz bevor sie diesen Plan umsetzen können stellt sich jedoch ein Kind neben den Kommissarius, woraufhin die Geister die Kette ergreifen, um das Kind zu retten – womit sie ihre siebte gute Tat vollbracht haben und ins Jenseits entlassen werden. Es stellt sich heraus, dass der "Ururururenkel" in Wirklichkeit ihr einstiger Widersacher war, da auch dieser durch eine Wand verschwindet, nachdem er dem Hausmeister zugestimmt hat, dass es keine Gespenster gibt.

## Drehort
Die Außenaufnahmen rund um das Hochhaus Nr. 4 entstanden in Berlin-Friedrichshain. Das Haus selbst steht in der Lange Straße unweit des Ostbahnhofs. Die Innenaufnahmen fanden fast alle in Babelsberg statt, wo die Wohnungen und Flure im Studio aufgebaut waren.

## Daten
- Kamera: Peter Süring
- Maske: Peter Vohs
- Dramaturgie: Anne Goßens
- Szenenbild: Werner Pieske
- Requisite: Peter Röh
- Schnitt: Ruth Ebel, Helga Wardeck
- Ton: Peter Förster

## Episoden
1. Feuer und Wasser
2. Das zornige Sofa
3. Wie Hund und Katz’
4. Bemme und die sieben Geißlein
5. Kuß oder Keile
6. Omas Wunderkuchen
7. Abschied wider Willen

## Hintergrund
Zu DDR-Zeiten wurde Spuk im Hochhaus als siebenteilige Fernsehserie ausgestrahlt und zu einem zweiteiligen Kinofilm (1. Teil: Feuer und Wasser, Folgen 1–4; 2. Teil: Abschied wider Willen, Folgen 5–7) zusammengeschnitten, der auch erfolgreich in den DDR-Kinos lief. Im Jahr 1987 erschien die Nachfolgeserie Spuk von draußen.
Die DEFA suchte an Schulen häufig Kinder für ihre Produktionen. So kam es, dass Mike Schubert, von 2018 bis 2025 Oberbürgermeister der Stadt Potsdam, als Kinderdarsteller in Folge 2 „Das zornige Sofa“ zu sehen war.

## DVD
Die Serie wurde 2010 von Icestorm Entertainment auf DVD veröffentlicht und liegt seit dem 20. November 2018 auch als Blu-ray vor.